# Badia de Hạ Long
La badia de Hạ Long (en vietnamita Vịnh Hạ Long) és un entrant del golf de Tonquín situat a 170 km a l'est de Hanoi, al nord del Vietnam, prop de la frontera amb la Xina. La badia té un perímetre de costa de 120 km i una superfície aproximada de 1.500 km². Vịnh Hạ Long significa «la badia del drac que baixa» en vietnamita.
La badia consta d'un grup de 1.969 illes monolítiques de pedra calcària, cada una amb una densa vegetació de jungla, que sobresurten espectacularment de l'oceà. Algunes illes són buides, amb coves enormes. Hang Đầu Gỗ («la cova de les estaques de fusta») és la gruta més gran de l'àrea de Hạ Long. Les seves tres grans sales contenen nombroses estalactites i estalagmites. Les dues illes més grans de la badia, Tuần Châu i Cát Bà, estan habitades i tenen instal·lacions turístiques al voltant de les platges. Les illes més petites també disposen d'un bon nombre de platges espectaculars.
En algunes illes hi ha pobles flotants de pescadors, que aprofiten les aigües poc profundes per pescar més de 200 espècies de peixos i 450 classes diferents de mol·luscs. Moltes de les illes han estat batejades segons la interpretació de les seves formes inusuals, com ara els illots de Voi («elefant»), Gà Chọi («gall de baralla») i Mái Nhà («sostre»); de fet, a 989 de les illes se'ls ha donat nom. En algunes de les illes també hi viuen ocells i animals com ara antílops, micos i iguanes.
La badia fou declarada Patrimoni de la Humanitat per la UNESCO el 1994 i és una de les destinacions turístiques més populars del Vietnam. Forma part de les set meravelles naturals del món des de 2011.

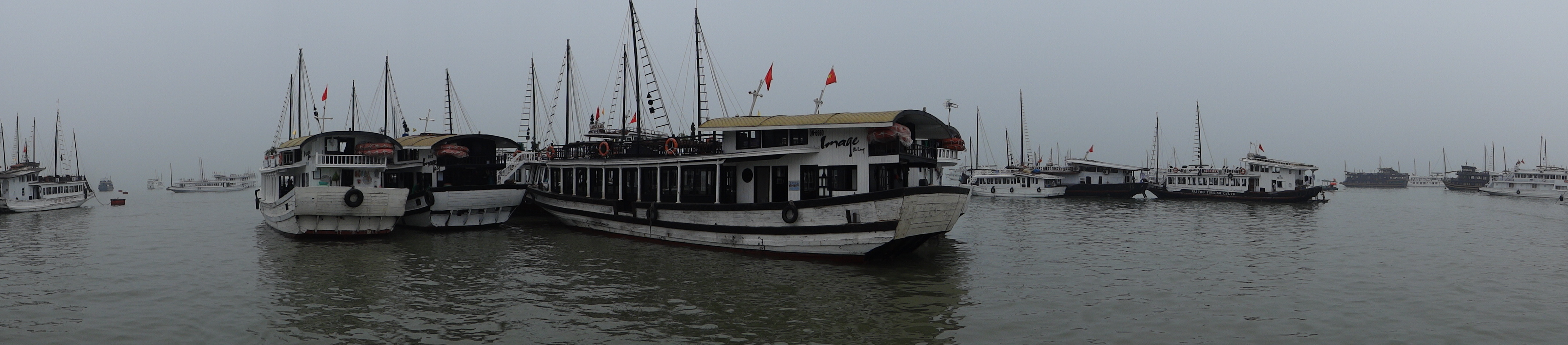
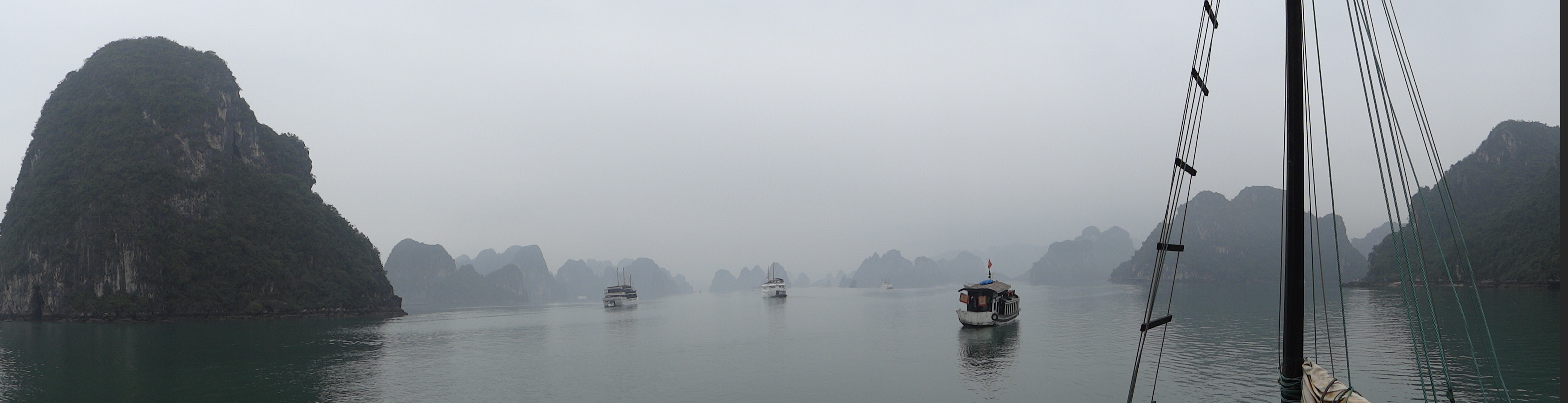
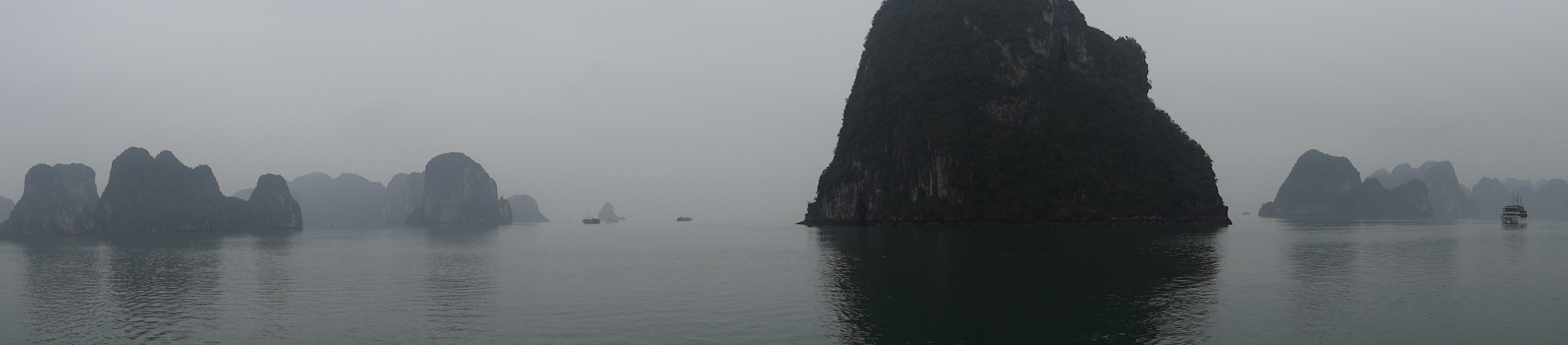
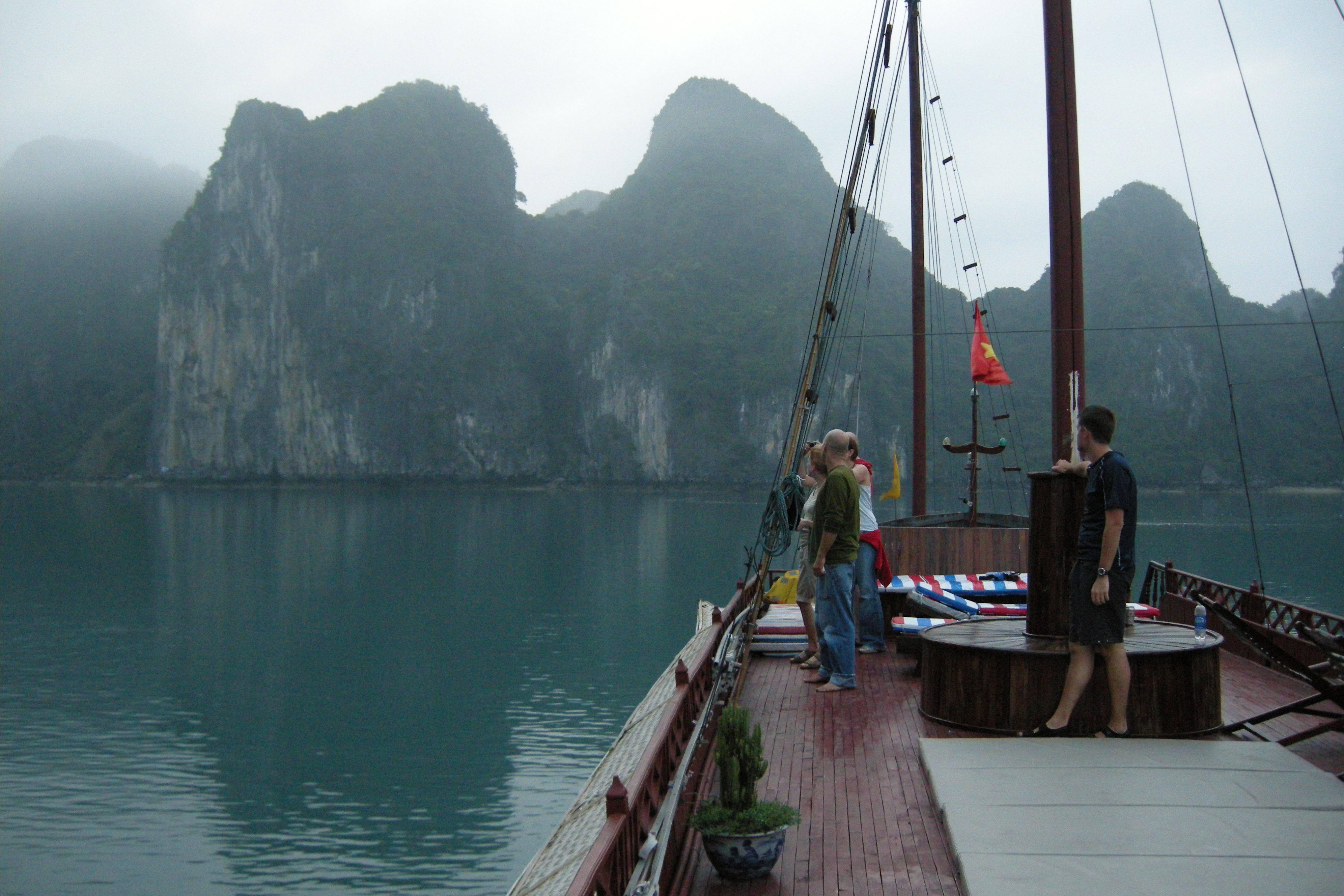
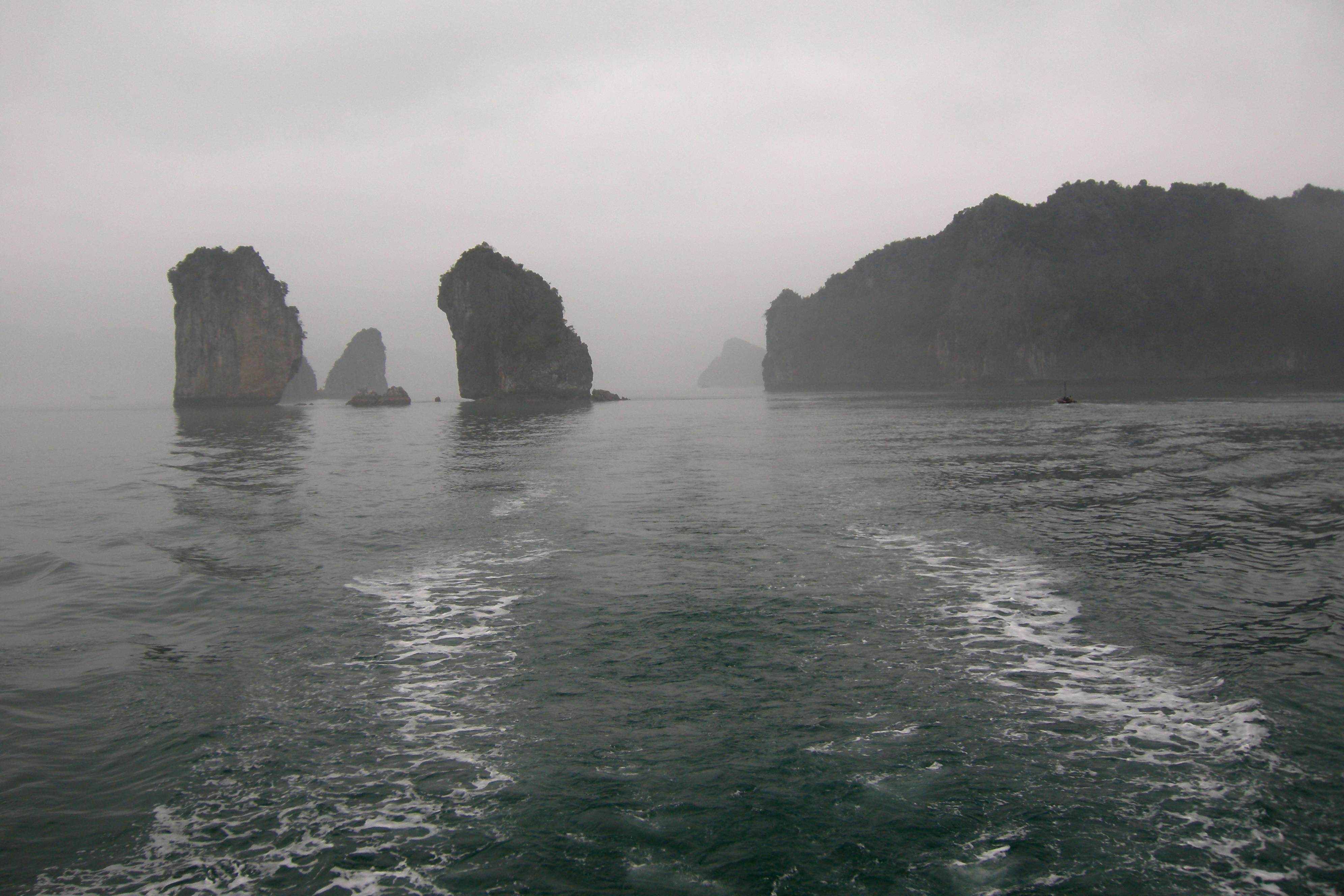
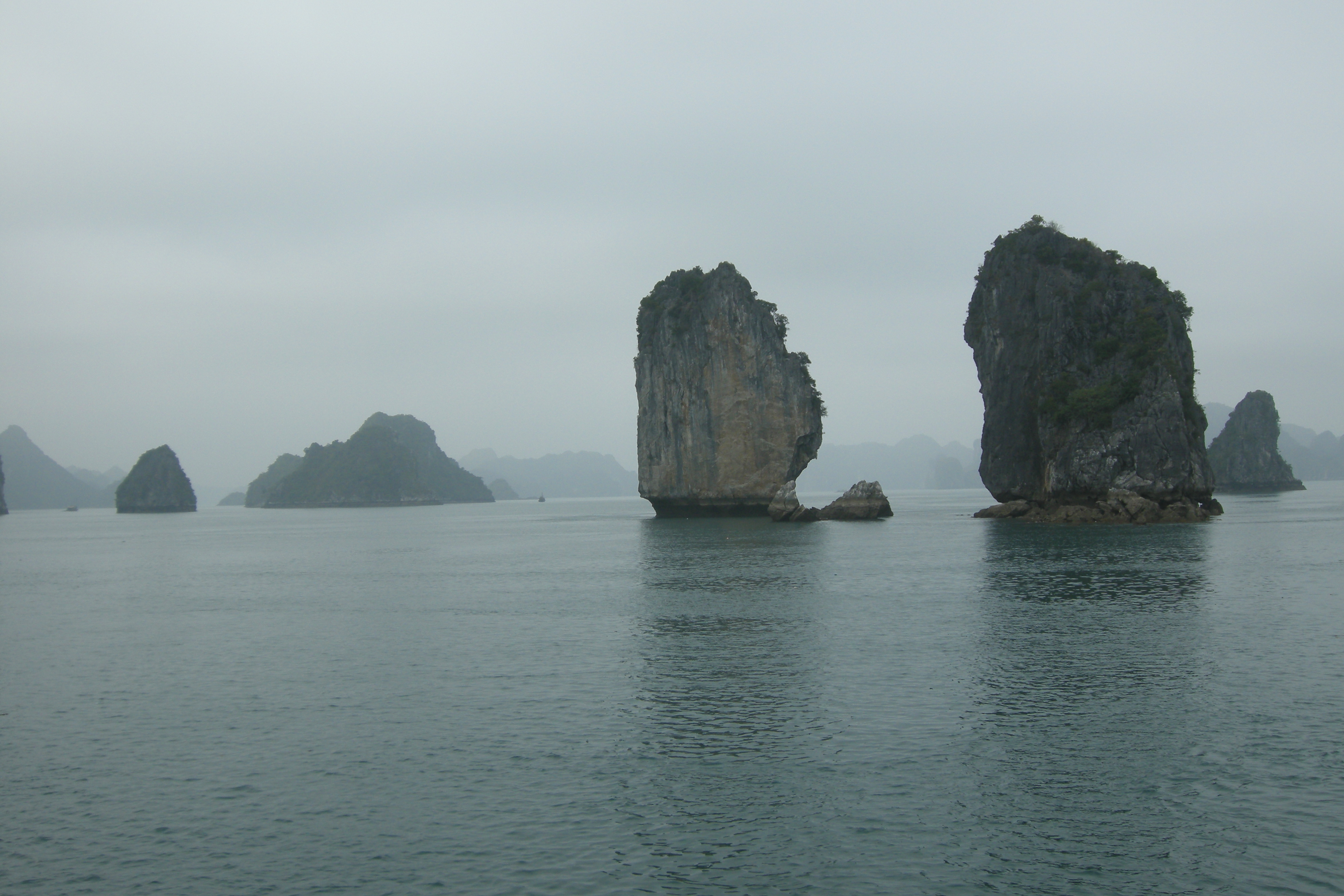
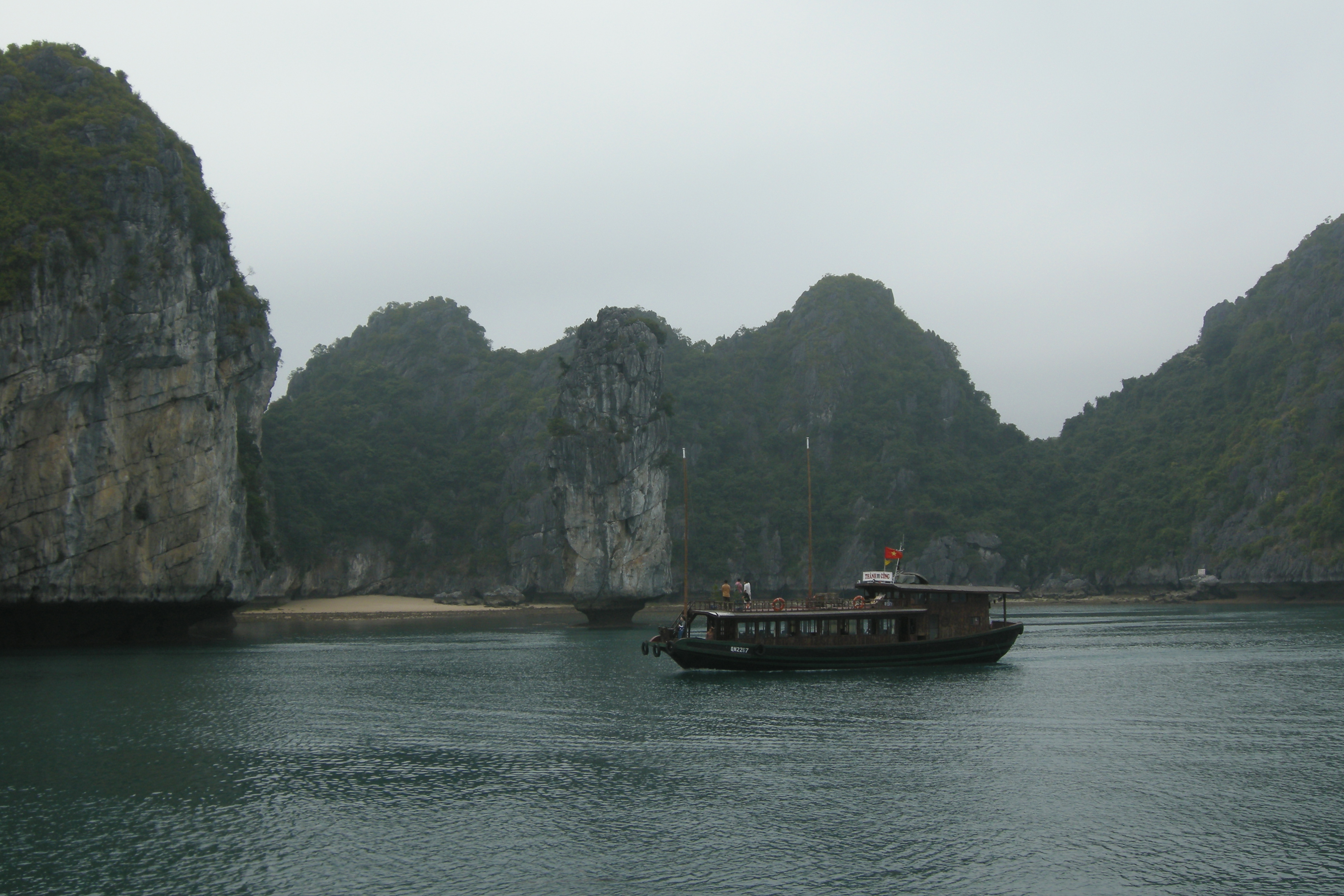
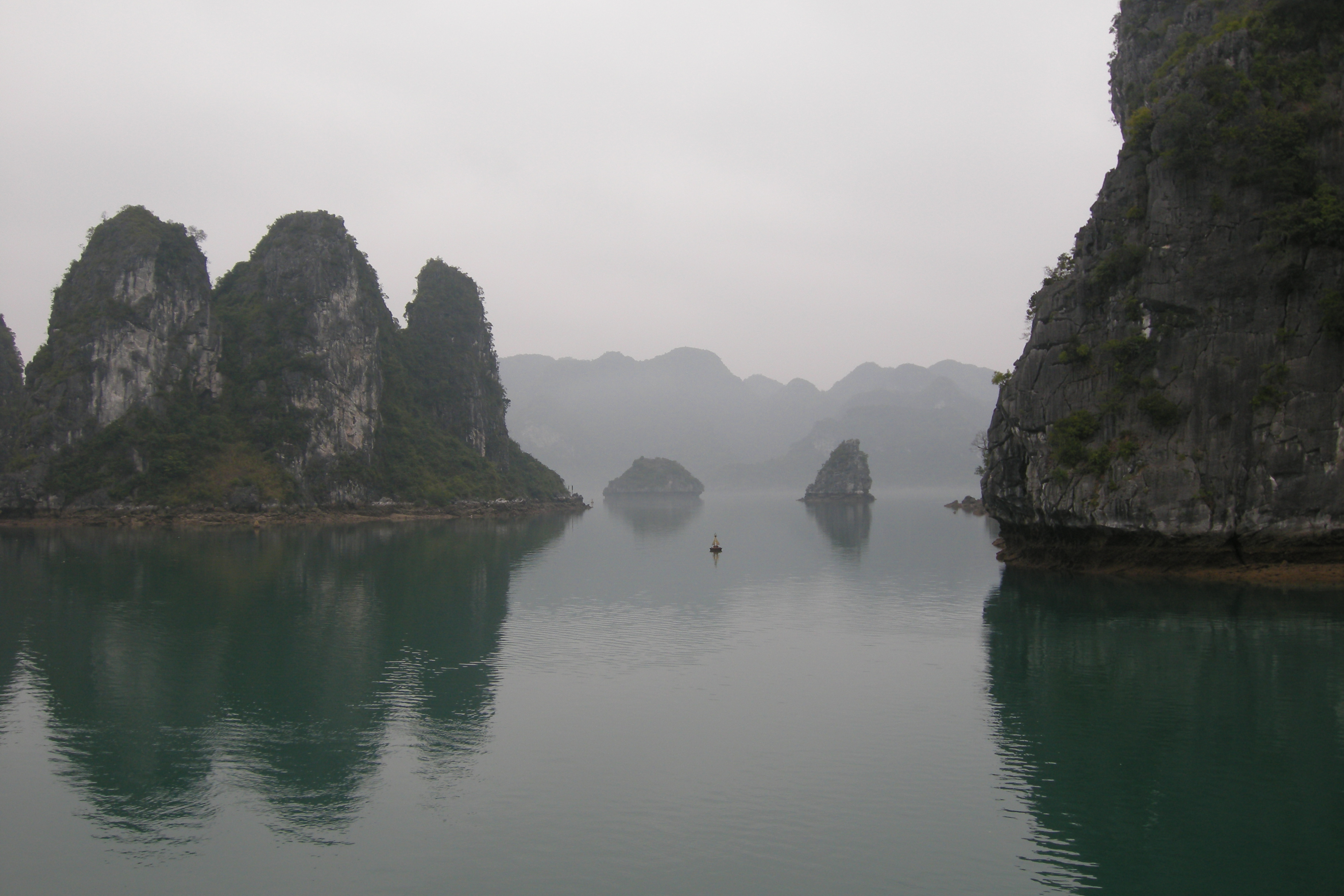